# バイオハザード オペレーション・ラクーンシティ
『バイオハザード オペレーション・ラクーンシティ』 (RESIDENT EVIL Operation Raccoon City) は、カプコンのサードパーソン・シューティングゲームおよびホラーゲームである。開発はカプコンとSlant Six Games。

## 概要
『バイオハザード2』と『バイオハザード3 LAST ESCAPE』の間に位置する、ifストーリーのサードパーソン・シューティングゲーム。ミサイルによる爆撃が行なわれようとしているラクーンシティを舞台に、プレイヤーは基本的にアンブレラ側の視点から、街で起きたバイオハザードを体験していくこととなる。本作ではクリーチャー以外にも敵勢兵士が多数登場し、激しい銃撃戦が展開される。
発売時には、販売店舗別でウェポンパックのショップオリジナルダウンロードコンテンツのコードが配布された。
なお、前述のように『2』と『3』の間に位置するが、それぞれと大きく異なる展開や結末が用意されており、物語上ではパラレルワールドに相当する。

## システム
本作では1人用のモードのほかにも、協力プレイが可能なco-opモード、最大8人まで遊べるマルチプレイモード、さらには今までのシリーズに登場したキャラクターでプレイ可能な「HEROES」モードがある。日本語吹き替えにも対応しており、条件を満たすことで使用できる武器のレパートリーも増える（ダウンロードでコスチュームも購入可能）。
通常移動よりも速く移動できる「ダッシュ」や、「滑り込み」などのアクションもできるようになったうえ、怯んでいない敵にも直接的に体術を仕掛けられるようになった。これらの要素は後に発売された、『バイオハザード6』に継承されている。
co-opモード
このモードにはキャンペーンco-opモードがあり、最大4人まで遊ぶことが可能である。
マルチプレイモード
最大8人まで遊ぶことが可能なモード。

## 登場人物

### U.S.S.デルタチーム「ウルフパック」
アンブレラ社の利益に反する対象を排除、殲滅するための特殊部隊。隊員は全六名。
組織でも一部の者しか知り得ない極秘のエリート集団で、完璧に訓練された猟犬として、コマンドの命令を忠実にこなす。
アルファチームや『バイオハザード0』に登場した旧デルタチームと比べると小規模であるが、隊員個々の能力は非常に高い。
ルポ/Lupo
日本語版CV.勝生真沙子/英語版CV.Nika Futterman
本名：カリーナ・レスプル(Karena LesProux)。
1960年生まれの38歳。AB型。白人で瞳は青、髪はダークブラウン。
「ウルフパック」の部隊長兼突撃兵。国籍はフランス。
元フランス特殊部隊所属で、それ故か高精度射撃と近距離戦闘に関する能力を持つ。
部隊をまとめるカリスマ性を持ち、部隊員唯一の常識人でもある。接近ではハチェット(西洋の小型斧)を使用する。
夫の家庭内暴力から子供達を守る為、素手で夫を殺害。裁判で無罪となるも一般的な就職が叶わず、フリーの傭兵としてU.S.S.と高額の報酬（彼女の子供達にいい学校、いい食事、いい医療を提供出来る程の物）で契約し、子供達と同様に規律と従順さを率いるチームにも求めている。
また、その部隊員への面倒見の良さから「母狼」とも例えられ、部隊のリーダーとしてもメンバーたちから慕われている。
なお、専用ブルータルキルではラッシュからの正拳で周囲の敵を纏めて殴り飛ばす。その際は女性というか人間を超えた怪力と化し、その力はクリスにも負けず劣らずというレベルである。
母国語のフランス語を扱う部分もあり、ダウンした仲間を復活させるときの言葉「気をつけて、mon ami / amie」、Mon ami / amieは「私の友人」の意味がある（男性の場合はami、女性の場合はamie）。
使用できる専門スキルと設備
　オートアビリティ
　　ボディアーマー
　　ダメージを減らすことができる。
　　クイックリロード
　　リロード速度が上がる。
　セレクトアビリティ
　　フレイムバレット
　　敵を炎に包む弾丸を発射でき、感染した敵に特に効果がある。
　　GUNS A 'BLAZIN（ガンズブレイジング）
　　弾薬が無限になり、命中率とリコイルが改善される。
　　SUPER SOLDIER（スーパーソルジャー）
　　アビリティ発動後に攻撃を数回無効化し、さらに敵に与えるダメージと武器の命中率が上昇する。
ベルトウェイ/Beltway
日本語版CV.斉藤次郎/英語版CV.Ramon Fernandez
本名：ヘクター・ヒヴァース(Hecter Hivers)。
1969年生まれの29歳。B-型（B Rh-）。
「ウルフパック」の工作兵で、国籍はプエルトリコ。移民である。
下記の事から、爆発物やトラップ設置・解除に関する能力を持つ。フラグマインがお気に入り爆弾。
部隊員1の巨漢で筋骨隆々かつ非常に猛々しい体つきで、事情は謎だが左足に義足を付けている。
性格はどちらかというと陽気だが、できれば付き合いたくないタイプでやっかいなならず者である。
子供心に人を笑わせる事が人付き合いのカギとなると学習するも自身のジョークは具体性を含み、相手への侮蔑へと変わって行った。
今ではタチの悪いジョークが好きで騒々しく、任務中も遠慮のない口調で文句などを吐き捨てるまでになっている。
爆発物の取り扱いに関する知識と腕は確かで、子供の頃から爆発物でいたずらしていた。
爆発物が彼独自のユーモアの表現法になると考え、陸軍に入隊するが除隊処分となり軍法会議一歩手前にまでなる。
U.S.S.に移っても詳細は不明だが深刻ではない程度に戦地で度々問題を起こしているようで、会社から監視されている。
使用できる専門スキルと設備
　オートアビリティ
　　BLAST MASTER（爆発物を使いこなす）
　　ベルトウェイの爆発物に関する経験によりセレクトアビリティの時間を短縮したり、敵の地雷を解除できる。
　　BLAST ARMOR （対爆発物用の防護服）
　　ベルトウェイが爆発物に接触した際に爆発ダメージを減らし、ノックダウンしなくなる。
　セレクトアビリティ　
　　FRAGMENTATION MINE（フラグマイン）
　　リモート経由で個別に爆破できる爆弾を使う。まとめて起爆させることも可能。アビリティの回復時間は全ての爆弾が爆発してから20秒。
　　TIMED STICKY EXPLOSIVE（スティッキーボム）
　　投擲したスティッキーボムが物体に粘着すると5秒後に起爆する。アビリティの回復時間は最後の爆弾が起爆してから25秒。
　　LASER TRIP MINE（レーザーマイン）
　　設置後に敵がレーザーのあるエリアを歩くと爆発する。設置した地雷も解除できる。アビリティの回復時間は最後の地雷が起爆してから15秒後。
フォーアイズ/Four-Eyes
日本語版CV.ゆかな/英語版CV.Gwendoline Yeo
本名：クリスティーン・ヤマタ(Christine Yamata)。
1970年生まれの28歳。A-型（A Rh-）。
「ウルフパック」BC兵。国籍は謎の日系アメリカ人。部隊員唯一、鼻から上が見える。
下記のことからウイルスやクリーチャーを利用する能力がある。
見た目では小柄で一見可愛らしく見えるが、ぞっとするほど冷酷な一面を持つ。
子供の頃からの熱狂的な生物化学マニアで、今でもウイルス学に没頭しており、他にはまるで興味がないという変わり者。
既に多くの任務で負傷者や捕虜の実験を行っており、自身のウィルス学の実践的知識は会社側も「類を見ない」と評価している。
「世界で起こっている暴動を勉強し、アンブレラの最新型ウィルスで実験を行うのにはU.S.S.が一番」と考え、U.S.S.に入隊した。
使用できる専門スキルと設備
　オートアビリティ
　　BIOMETRIC VISION（バイオビジョン）
　　効果範囲内にいる生命体の感染状態を見分け弱点をマークする、所謂生体認証。オン・オフも可能。
　　ANTIVIRAL PROFECIENCY（アンチウィルススプレー）
　　抗ウィルススプレーでウイルスに対抗する。1個所持している状態でスポーンし、レベルでスプレーの最大所持可能数が増加する。
　セレクトアビリティ
　　INDUCED INFECTION（ウィルスショット）
　　注射銃で感染誘発剤を撃ち込み、敵兵士を一定確率でウイルスに感染させ、ゾンビを一定確率でクリムゾンヘッドにする。回復時間は30秒。使い方を間違えると自分の首を絞めるので注意。
　　ATTRACTION PHEROMONE（フェロモンスモーク）
　　フェロモンスモークを飛散させる容器を投擲し、t-ウィルスに感染した敵をおびき寄せる。スモークに触れた者は感染者による攻撃の的となる。回復時間は30秒。
　　PROGRAM INFECTED（エネミーコントロール）
　　感染したクリーチャーに注射銃を撃ち込み、短時間だけ操る。また、相手が弱いほど長く操れる。回復時間は30秒。
バーサ/Bertha
日本語版CV.沢海陽子/英語版CV.Lydia Look
本名：ミカエラ・シュナイダー/Michaela Schneider(なお、Michaelaは本来はドイツ語よみでミヒャエラとなる)。
1964年生まれの34歳。B+型。
「ウルフパック」の衛生兵。国籍はドイツ。
ブロンドヘアが特徴の女性。武器はマティーチェ(西洋の山刀、ナタに似ている)で、腰には医療機器を携帯している。応急処置の技術はかなりのもの。
下記から、回復や戦闘補助の能力を使用できる。
幼い頃から生物解剖が好きで、民間病院の看護士になったものの普通ではない感覚（痛みへの執着）が災いし解雇され、紆余曲折を経て現在に至る。
バーサは傷ついた対象に興味がなく、また患者の精神面のケアに関しては無頓着かつ無神経であり、麻酔無しで切開手術を行う（その際に兵士が激痛で大声を上げても全く意に留めるどころか、むしろ喜んでいるかのよう）など、中身は感受性や感傷性などの一部のモラルが欠如したサイコパスな人物。
上記故に麻酔薬をほとんど使わず（プレイヤー操作時以外）、プロの拷問者としても契約を請け負っている。
それ故に人体に関する該博な知識を持ち、それを駆使して対象を死の淵まで追い込んでは引き戻し、目当ての情報を得ては闇ルートでアンブレラに値引き無しで売っている。
専用ブルータルキルではハーブを高確率で生やす。
カプコンのデータベースによると、変更前の本名はミカエラ・ハインツヴァッフェン/Michaela Heinzwaffen。スタッフが変更に気づかず、そのまま使われていたが後に今の「シュナイダー」姓に変更された。
使用できる専門スキルと設備
　オートアビリティ
　　FIELD MEDIC（ヒーリングアップ）
　　グリーンハーブと救急スプレーの回復量が増加する。
　　FIRST AID PROFICIENCY（ファーストエイド）
　　救急スプレーを1個所持している状態でスポーンし、レベルで救急スプレーの最大所持可能数が増加する。
　セレクトアビリティ
　　STIMPACK（エナジーショット）
　　自分またはチームメイトに使用する事ができ、命中率と移動速度が上昇する。
　　NEUTRALIZE INFECTION（キュアインフェクション）
　　投与することで感染状態の自分やチームメイトを治療したり、感染者にダメージを与える事ができる。
　　PAINKILLER（アンチペインショット）
　　投与することで自分またはチームメイトが受けるダメージの量を軽減できる。
ベクター/Vector
日本語版CV.中村悠一/英語版CV.Andrew Kishino
本名不詳。1968年生まれの30歳。O+型。
「ウルフパック」偵察兵。日本国籍の日本人。
下記から、潜入と暗殺の能力を使用できる。
特徴でもあるフードをかぶり、バランスの良い体形をしている。ククリナイフのように若干反ったナイフが武器。
性格は物静かで冷酷かつ非情だが自信家でもあり、確固たる自信を持っている。
戦いにおいては「敗者には死を」の信条を持ち、負けた弱者は仲間であろうと同情しない。
自分と同等以上と認めた人間以外には興味を示さないが、基本的には他の者の能力をお互いに尊重し、劣ると感じれば冷酷に軽蔑する。
戦場を音もなく駆け抜け、素早く敵を仕留める姿は忍者のようである。
下記から非常にスピーディーに動き回り、特殊なスーツによって姿を隠す能力もある。
「バイオハザード　CODE:Veronica」の舞台となったロックフォート島でハンクに近接戦闘技術等を叩きこまれた。ベクターはハンクを「師匠（マスター）」と呼んでいる。
また、ベクターの武術は日本の師範代から訓練を受けたと思われるが、ベクターに関する経歴が極めて少ないため謎である。
尚、本作のPVでレオンと対決した他、パッケージの表紙に最も大きく写っている等、本作の看板キャラクター的存在である。
内部告発者のイアン・サイダーを殺したのは彼である。
使用できる専門スキルと設備
　オートアビリティ
　　STELTH RUN（ステルスラン）
　　足音が小さくなり、移動速度が上昇する他、ダッシュしても敵のミニマップに表示されなくなる。
　　DETECTION AVOIDANCE（シャドウムーブ）
　　最大移動速度の一定割合以下で移動した場合、敵のミニマップ上に表示されなくなる
　セレクトアビリティ
　　MOTION DETECTOR（エネミーセンサー）
　　粘着性のエネミーセンサーを投擲し貼り付け、半径15M以内に入った敵を探知してスタン効果を与える。様々な場所に貼り付けられ、解除も可能。
　　MIMICRY（ミミクリー）
　　スキャン可能なターゲットがいる場合、ターゲットを一定時間コピーすることができる。ただし、男性でも女性でも声はベクターのままである。
　　なお、mimicryは英語で「擬態」の意味である。
　　ACTIVE CAMOUFLAGE（ACTカモフラージュ）
　　光学迷彩を纏って敵に察知されなくなるが、一部のB.O.W.（音を頼りにするものなど）には効果がない。ダメージを受けると解除される。
スペクター/Spectre
日本語版CV.山口登/英語版CV.David Cooley
本名：ウラジミール・ボドロフスキー（Vladimir Bodrofski）。
1964年生まれの34歳。AB-（AB Rh-）型。
「ウルフパック」の通信兵兼狙撃手。国籍はロシア。
英語で明らかにゆっくり話している事があり、スペクターの母国語が英語ではないことや英語がある程度であることが垣間見える。
元ソビエト（旧ソ連）の諜報機関所属の技師だったため、索敵や通信傍受の能力を持つ。
諜報機関としての実力はどんな状況でも表沙汰にならない知恵のある技術者だった。
飛び出したレンズのマスクデザインと全身タイツにみえる着衣が特徴で、右腕にモニターを付けている。
口調がねっとりしているので変態的に感じるが、ルポに次ぐ常識的な発言のできる人物。
ロシア人だが、東ヨーロッパの血筋を引いたような風貌をしているが、目立った身体的または社会的特徴がなく痩身である。
それ故か、しばしば無気力な睡眠に近い状態で数時間もずっと動かずにいると、その間は彼の存在に人々は気付かない。
下層社会で自分の情報ネットワークを使い一般人の弱みを握って恐喝したり服従させたりという犯罪で利益を貪り、結果として研究者やロシア当局と対立し追われることとなり、法的処置で母国を追われる。
U.S.S.には定期的な情報提供、デルタチームには定期的な戦況での優勢確保と自身のスキルを活かして働いている。
ちなみに、通信兵だがブルータルキルでは一回転して閃光手榴弾を叩き込むというアクロバティックな動きをみせる。
なお、ゾンビが他のゾンビを食べるシーンをしばらく見ると「ソビエトの冬を生き延びてみれば、そう簡単には判断できないかもしれない」という発言が聞ける事から、彼が過去に人肉食をしたことがあることがうかがえる。
また、PVではスペックオプスを高所からの狙撃で倒していた。
余談として、NPCだと強力なミリティアライフルを必ず装備しているので、時折欲しくなったプレイヤーに殺されるという悲劇的なキャラでもある。
使用できる専門スキルと設備
　オートアビリティ
　　Proximity Detection（ワイドレーダー）
　　発動するとHUDのミニマップが大きくなり、範囲内の敵を探知する。敵の種類ごとにマーカーが異なり、狙われると警告が出る。
　　Item Detection（アイテムスキャン）
　　プレイヤーの範囲内にあるアイテムがミニマップ上に表示される。HUD上でもアイテムの位置を視認できる。
　セレクトアビリティ
　　Biothermal Vision（サーモビジョン）
　　一定時間、効果範囲内にいる兵士やその他の生命体を明確に視認でき、ターゲットの体力を色の差異によって残りライフの識別も可能。
　　Threat Scanner（フィールドスキャン）
　　効果範囲内にいる敵をスキャンする。発見した敵は自分及びチームメイトのミニマップに表示される。
　　Sonar Vision（ソナービジョン）
　　一定時間、効果範囲内の壁やオブジェクトの無効側にいる敵・味方を視認できる。オン・オフの切り替えも可能。

### 米軍特殊部隊「SPEC OPS」選抜チーム「エコー6」
『バイオハザード3 ラストエスケープ』に登場した非公開の部隊。
アメリカ政府直属の特殊部隊で極秘任務（アンブレラ社の研究の証拠を掴むため）遂行のために緊急招集され組織されている。
アメリカ軍を中心に各地・各部隊より集められた、選りすぐりの優秀な人材で構成されている。
「SPEC OPS」の選抜隊で中心のチームは「エコー6」と呼ばれる。隊員は全六名。
ディーアイ/Dee-Ay
日本語版CV.喜山茂雄/英語版CV.Robin Atkin Downes
本名：クリスピン・ジェッティンガム（Crispin Jettingham）。
1962年生まれの36歳。A型。
「エコー6」の隊長兼突撃兵。アメリカ出身。
黒髪のオールバックに濃いめの凛々しい顔をしている。
率先的に任務を遂行する兵士の鑑のような人物で、高度な指令技術を持つ。
冷静沈着な性格だが非常に誠実でもあり、チームの誰に対しても敬意を持ち接している。
輝かしい戦歴を持ち、戦って生きる事しか知らないため、米国政府からも最優先候補でSPEC OPSに勧誘され、エコー6のリーダーに選ばれた。
ちなみに、あらゆる面でルポとは対照的な経歴・性格の持ち主ではあるが、皮肉にも仲間思いの部分だけは一致している。
ハーレー/Harley
日本語版CV.楠見尚己/英語版CV.Gregg Berger
本名：エレズ・モリス（Erez Morris）。
ヒスパニック系アメリカ人。42歳。O-（O Rh-）型。
突撃兵や工作兵にしか見えない見た目や体格とは裏腹に「エコー6」衛生兵である。
髭面にスキンヘッド、両腕に入れ墨があるガチムチ体型で強面気味の男性。酒好き。
自己犠牲の精神を持ち、自分を犠牲にしてでも人を救おうとするまさに衛生兵の鑑。
暴走族でアウトローな父と母の元に生まれ、オートバイが身近な環境に生まれており、環境故か元バイカーギャングであった。
刑務所行きを避けるためにアメリカ軍に入ったが、従軍医師を治療して命を救った事で腕を見込まれ、衛生兵としての道を進む事となり今に至る。
彼のコードネームはバイクのハーレーから来ており、バイクが身近にあった彼らしいコードネームとなっている。
パーティガール/Party Girl
日本語版CV.慶長佑香/英語版CV.Catherine Taber
本名：シエナ・ファウラー（Sienna Fowler）。
1975年生まれの23歳。O-（O Rh-）型。
「エコー6」の通信兵。アメリカのサウスカロライナ州出身。
セクシーな見た目のブロンドヘアの若い女性。自信家で通信兵としての実力や自分の魅力に自信を持っている。
ビジネスや国の職員のために彼女が立ち上げ青年団によって組織されたワイルドパーティ政党によって知られるようになった。
この党員たちによってターゲットは監視され、記録された隠しカメラの映像、録音された音声情報は、最高入札者によって転売されていた。
上記の政党の活動でサラリーマンや中・上級公務員をパーティで集め、その情報で金を得ていたので「パーティガール」のコードネームが付いた。
後に彼らのターゲットの情報監視専門家の一人が彼女の党員の一人にだまされた後、政府に情報収集技術を買われ入隊することになる。
なお、「エコー6」でも彼女の素性を100%知る者はいないとのこと。
ツイード/Tweed
日本語版CV.宇乃音亜季/英語版CV.Tess Masters
本名：マリッサ・ロンソン（Marissa Ronson）。
1966年生まれの32歳。A型。
「エコー6」工作兵。イギリス出身。
赤毛のボーイッシュな見た目の女性。見た目とは裏腹にお嬢様気質であり、性格はプライドが高く短気で気が強い。
短気ではあるが頭の回転は速く、刺々しい時もあるが非常に口が達者である。
元は英国秘密諜報部員。爆弾の除去作業の後、傷跡一つの残さず姿を消す実力者だが、ある時の極秘任務の際に爆弾処理のミスで負傷し、軍を除隊となったために身を引いていた。
彼女の火薬・爆薬などの扱いに関する技能が諜報機関でも高く評価さてていたことで合衆国政府に買われ、SPEC OPSに入隊。
ちなみに、PVでヘビーマシンガンをぶっ放していたのが彼女である。
ショーナ/Shona
日本語版CV.船木真人/英語版CV版.Imari Williams
本名：ローレンス・キンバラ（Lawrence Kimbala）。
1959年生まれの39歳。AB型。
「エコー6」BC兵。ジンバブエ出身。
物静かでいつも悲しそうな表情をしているように見える坊主頭の黒人男性。超インテリでもある。
上記の表情は彼が疫病による多くの死を見てきたためである。
父親が疫病学者でエボラ、HIV、腸チフス、コレラ、そして壊死性ブドウ球菌の大発生の研究を一緒に研究していた。
上記の結果、父に影響されウィルス制御の分野で才能が開花、アメリカに渡ってハーバード大学医学部卒業後はすぐ軍医になる。
今作のチームにはウィルス学の第一人者として参加している。
なお、彼のコードネームのショーナはジンバブエの16公用語の一つ、ショナ語から来ている。
ウィロー/Willow
日本語版CV.小池亜希子/英語版CV.Rebecca Riedy
本名キャロライン・フロイド（Caroline Floyd）。
1967年生まれの31歳。B型。
「エコー6」偵察兵。モンタナ州のインディアン自治区出身。
北米の中部山岳地帯に暮らしていたと言われる原住民・クリー族の子孫であるネイティブアメリカン。
精霊信仰による独特な価値観で神秘的な雰囲気を持つ。
モンタナの特別保留地（保護区）にて身寄りのない貧困な生活を送ってきた。実力を示し続けやっと現在のポジションを手に入れたため、喋り方が男勝り。
性格は完璧主義者で完璧を自他共に求め、失敗を許さず、日々鍛錬を続ける努力家。クリーとして死霊の存在を信じている。
スピード、逃走技術、反射神経など、高い運動能力を有している。
特殊部隊の過酷なカリキュラムに対し抜きんでた実力を発揮、学校を離れる際に軍に入隊した。
PVではタイマンかつナイフ一本でリッカーを瞬殺するという活躍を見せている。
なお、彼女のコードネームは日本語で「柳」の意味を持ち、幽霊を信じる彼女らしい名前となっている。

### その他のキャラクター
レオン・S・ケネディ
日本語版CV.森川智之/英語版CV.Christian Lanz
『2』の主人公。「R.P.D.」に配属された新人警察官。
クレア・レッドフィールド
日本語版CV.甲斐田裕子/英語版CV.アリソン・コート
『2』に登場したもう一人の主人公。
ジル・バレンタイン
日本語版CV.湯屋敦子/英語版CV.ミシェル・ラフ
『1』『3』の主人公。
本作ではカルロス同様に「エコー6」と接触を果たす。
カルロス・オリヴェイラ
日本語版CV.安元洋貴/英語版CV.ギデオン・エメリー
『3』に登場した「U.B.C.S.」に所属している傭兵。
本作では「エコー6」と接触を果たす。
ハンク
日本語版CV.てらそままさき/英語版CV.Keith Silverstein
『2』に登場した「死神」の異名をもつU.S.S.アルファチームの隊員。
本作ではアルファチームのリーダーという設定になっており、能力や技術が自分より劣ると感じた者には冷酷に接する。
序盤でステアーTMPを持たず、敵からH&K MP5を奪う。
エイダ・ウォン
日本語版CV.皆川純子/英語版CV.Courtenay Taylor
『2』に登場した中国系の女スパイ。
本作では「ウルフパック」と接触を果たす。
ニコライ・ジノヴィエフ
日本語版CV.三宅健太/英語版CV.Rick D.Wasserman
アンブレラの特殊部隊「U.B.C.S.」の隊員であり、階級は軍曹。
ローンウルフ
日本語版CV.井上剛/英語版CV.Jon Curry
ハンクと同じ「U.S.S.」に所属しているヘリコプターのパイロット。
ヘリの操縦技術だけでなく、射撃戦闘や極限的な状況でのサバイバル能力も非常に高い。
シェリー・バーキン
日本語版CV.金元寿子/英語版CV.Eden Riegel
『2』に登場したウィリアムの娘。
本作では「エコー6」に一時は保護される形で同行する。
ウィリアム・バーキン
英語版CV.Terence J.Rotolo
『2』に登場したGの開発者で、シェリーの父。
本作でもハンクにGを奪われて撃たれるも絶命直前にGを注入し、怪物化する。
U.S.S.司令部
日本語版CV.黒田崇矢/英語版CV.Desmond Askew
ウルフパックを無線で指揮している男性。
「ウルフパック」を見捨てるうえ、市内各所にB.O.W.のMA-121（ハンター）を空挺投下（プランB）させたことから、                       彼らに契約を打ち切られる。
SPEC OPS司令部
日本語版CV.星野充昭/英語版CV.Jack Angel
「エコー6」を無線で指揮している男性。

## 登場する敵

### 雑魚敵
スペックオプス兵、U.B.C.S.兵、U.S.S.兵
敵兵士。
キャンペーンのU.S.S.シナリオではスペックオプス兵とU.B.C.S.兵が、スペックオプスシナリオではU.S.S.兵が敵として序盤から終盤まで立ち塞がる。U.S.S.シナリオの協力プレイで4人全員がレオン救出を選択した場合U.S.S.兵が最後の敵となる。物陰に身を隠しながら銃や手榴弾で攻撃してくる。
ゾンビ
t-ウイルスに感染し、遺伝子構造が変化したラクーン市民。
新陳代謝機能の異常によって肉体は半ば壊死し大脳新皮質も侵食されて知能は昆虫並みとなり、飢餓感から新鮮な生き物の肉を求めてさまよう。
ゾンビ化した警官は防弾ベストを着ているため、耐久力が高い。また、ニコライが用意した爆弾が刺さったゾンビも登場する。
本作ではプレイヤーの出血に反応して襲いかかってくるが、逆にそれを利用して敵の兵士を負傷させてゾンビたちに襲わせることも可能である。
ゾンビ犬
過去作に比べると弱体化して体力が低く、飛びかかり攻撃しか行わなくなっている。
中にはゾンビ同様ニコライが用意した爆弾が刺さった個体も登場する。
クリムゾンヘッド
本作では生命活動を停止する前に赤いオーラを纏って変異する。
BC兵（フォーアイズやショーナ）のウィルスショットでゾンビを強制的にクリムゾンヘッド化させることができる。
リッカー
ゾンビ化した人間がさらにt-ウィルスに汚染されて突然変異を起こした結果、誕生したクリーチャー。
NE-βパラサイト／パラサイトゾンビ
『4』に登場したプラーガ（成虫）のような見た目でゾンビに寄生する。
寄生されたゾンビは耐久力が高くなり、動きが俊敏になる。
MA-121／コードネーム：ハンター
t-ウィルスを投与した人間に爬虫類の遺伝子を組み合わせて生み出されたB.O.W.。
過去作に比べて耐久力が高くなっている。
エリート・ハンター
体色がメタリックカラーになっているハンター。
通常のハンターより性能が上がっている。

### ボス
G-バーキン／ウィリアム・バーキン
「封鎖」、「闇へ」シナリオのボス。
自身に「G-ウィルス」を投与したウィリアム・バーキンの成れの果て。肥大化した右腕に出現した目玉が弱点。
ニコライ・ジノビエフ（日本語版CV.三宅健太/英語版CV.Rick Wasserman）
『3』に登場した「U.B.C.S.」の隊員。
本作では「ウルフパック」と接触を果たす。「遮断」シナリオのボスで、セントミカエル時計塔の上からプレイヤーたちを狙撃してくる。
T-103／コードネーム：タイラント
「消耗品」、「死に場所」シナリオのボス。
人間の成人男性をベースに「t-ウィルス」を投与し、さまざまな肉体強化を施して製造された究極のB.O.W.。
トレンチコートにはダメージが通らない。「死に場所」ではアンブレラの生体再生利用施設「デッドファクトリー」と呼ばれる場所で、フォーアイズが実験と称して複数のタイラントT-103型を投下する。戦闘中、指令部から支援として『3』に登場した「パラケルススの魔剣」が投下され、タイラントT-103型が「パラケルススの魔剣」の攻撃を受けるとスーパー化する。
スーパータイラント
「償い」、「死に場所」シナリオのボス。
タイラントT-103型が生命の危機に瀕したことで暴走した姿。「償い」では『2』に登場した個体とリフトで戦うことになり、「死に場所」では「デッドファクトリー」と呼ばれる場所で、「パラケルススの魔剣」の攻撃を受けたタイラントT-103型が、スーパー化してプレイヤーに襲いかかる。
コードネーム：ネメシス
「凶化」、「厄介の始点」、「追う者」シナリオのボス。
寄生生物「NE-αパラサイト」を宿らせたタイラントT-103型。「凶化」、「厄介の始点」ではガトリングを、「追う者」ではロケットランチャーを装備してプレイヤーに襲いかかる。
レオン・S・ケネディ（日本語版CV.森川智之/英語版CV.Christian Lanz）
『2』の主人公。「終着点」シナリオでプレイヤーの選択次第でラスボスになる。
遠距離ではスナイパーライフルやライトニングホーク、手榴弾を使い、近距離ではCQCを使ってくる。プレイヤーのブルータルキルを無効化する。
パラサイトスーパータイラント
「残された希望」シナリオのボス。NE-βパラサイトに寄生されたタイラントT-103型の成れの果て。
エコー6編のラスボス。一定の体力まで減ると右胸にある弱点を露出させる。地面に潜って奇襲を仕掛けたり、NE-βパラサイトの触手で移動する。

## 武器

### アサルトライフル
アサルトライフル
バーストライフル
ミリティアライフル
サプレッサーライフル
ハマー
ラベージャー

### サブマシンガン
サブマシンガン

### マシンガン
マシンガン

### ライフル
ライフル

### ショットガン
ショットガン

### ハンドガン
U.B.C.S.スタンダード
U.B.C.S.サイレンス
ハンドガン
ハンドガンSP
ハンドガンHP
ライトニングホーク
サムライエッジ
マチルダ

### その他
手榴弾
焼夷手榴弾
閃光手榴弾
グレネードランチャー
クラシックランチャー
火炎放射器
ロケットランチャー

## 開発
このゲームのアイデアは『ロスト プラネット 2』開発時に出てきた。
2010年11月1日、Kotakuは SOCOM: U.S. Navy SEALs Confrontationの開発で知られるSlant Six Gamesがこのゲームを開発しているとうわさされていると報じた。Slant Six Gamesは自身のウェブサイトで未発表の“驚くべき新しいプロジェクト”を開発しており、そのプロジェクトは新しいパートナーとともに世界規模で展開する予定であると発表した。
そのあと、Official Xbox Magazine2011年5月号の表紙はアンブレラロゴとガスマスクが飾られた。